# Murina balaensis
Murina balaensis — вид ссавців родини лиликових.

## Опис
Малих розмірів, з довжиною голови і тіла 34,5 мм, довжина передпліччя між 28 і 30,4 мм, довжина хвоста 30,7 мм, довжина нижньої частини 7 мм, довжина вуха між 12,3 і 12,8 мм і вагою до 3,5 грам.
Спинна частина червонувато-коричнево-помаранчева, посипана довгим золотистим волоссям, в той час як черевна частина білувато-сірого кольору. Основа волосся всюди темно-сіра. Вуха коричневі з більш світлою основі, округлі. Крилові мембрани темно-коричневі. Ступні маленькі й покриті волосками. Хвіст довгий.

## Проживання, поведінка
Харчується комахами. Цей вид відомий тільки в лісі Бала, в південній частині Таїланду. Живе в вічнозелених лісах між 340 і 370 метрів над рівнем моря. 

## Загрози та охорона
Загрози для цього виду не відомі. Вид був записаний в охоронних територіях.